# Grant McLaren
Grant McLaren, född 19 augusti 1948, är en friidrottare från Kanada. Han deltog vid olympiska sommarspelen 1972 och olympiska sommarspelen 1976.